# Kaničky
Kaničky (německy Kanitschek) jsou obec v okrese Domažlice v Plzeňském kraji. Žije zde 31 obyvatel.

## Historie
První písemná zmínka o obci pochází z roku 1379.

## Obyvatelstvo
| Rok            | 1869 | 1880 | 1890 | 1900 | 1910 | 1921 | 1930 | 1950 | 1961 | 1970 | 1980 | 1991 | 2001 | 2011 | 2021 |
| -------------- | ---- | ---- | ---- | ---- | ---- | ---- | ---- | ---- | ---- | ---- | ---- | ---- | ---- | ---- | ---- |
| Počet obyvatel | 85   | 83   | 79   | 69   | 91   | 95   | 75   | 68   | 60   | 50   | 57   | 46   | 36   | 32   | 28   |
| Počet domů     | 14   | 14   | 14   | 14   | 15   | 15   | 15   | 16   | 15   | 14   | 13   | 17   | 17   | 18   | 19   |

## Obecní správa
Mezi lety 1850–1948 patřily Kaničky jako osada obce k Chocomyšli v okrese Klatovy. V letech 1948–1980 byly obcí v okrese Klatovy (1948–1950) a později v okrese Domažlice. Od 1. dubna 1980 do 23. listopadu 1990 patřily jako část městyse ke Kolovči a od 24. listopadu 1990 jsou opět samostatnou obcí.

### Obecní symboly
Znak a vlajka byly obci uděleny rozhodnutím předsedy Poslanecké sněmovny Parlamentu České republiky dne 6. ledna 2021.

## Pamětihodnosti
- Venkovská usedlost čp. 8
- Špýchary u čp. 1 a 9

## Galerie

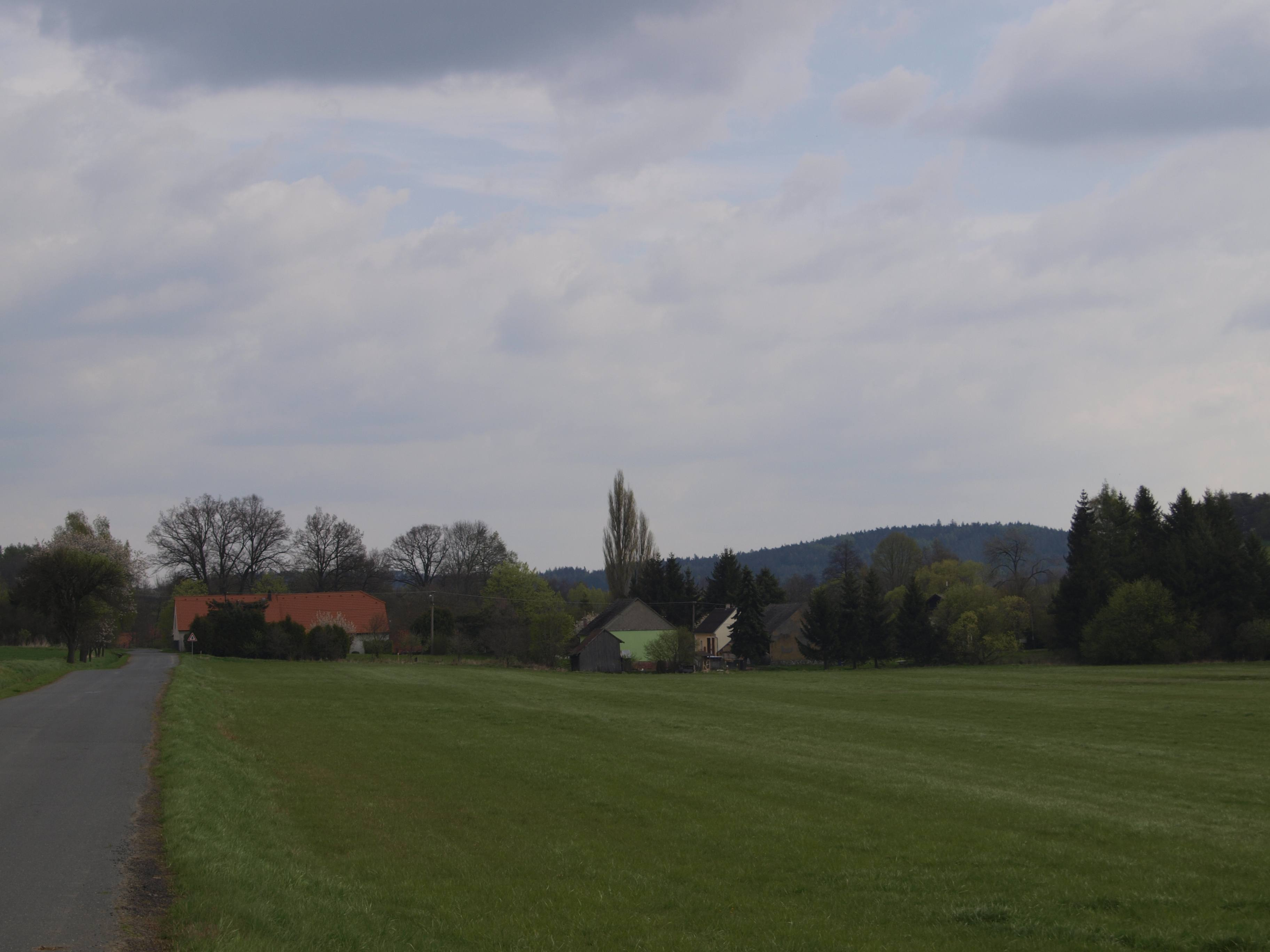
Obec ze silnice od Chocomyšle
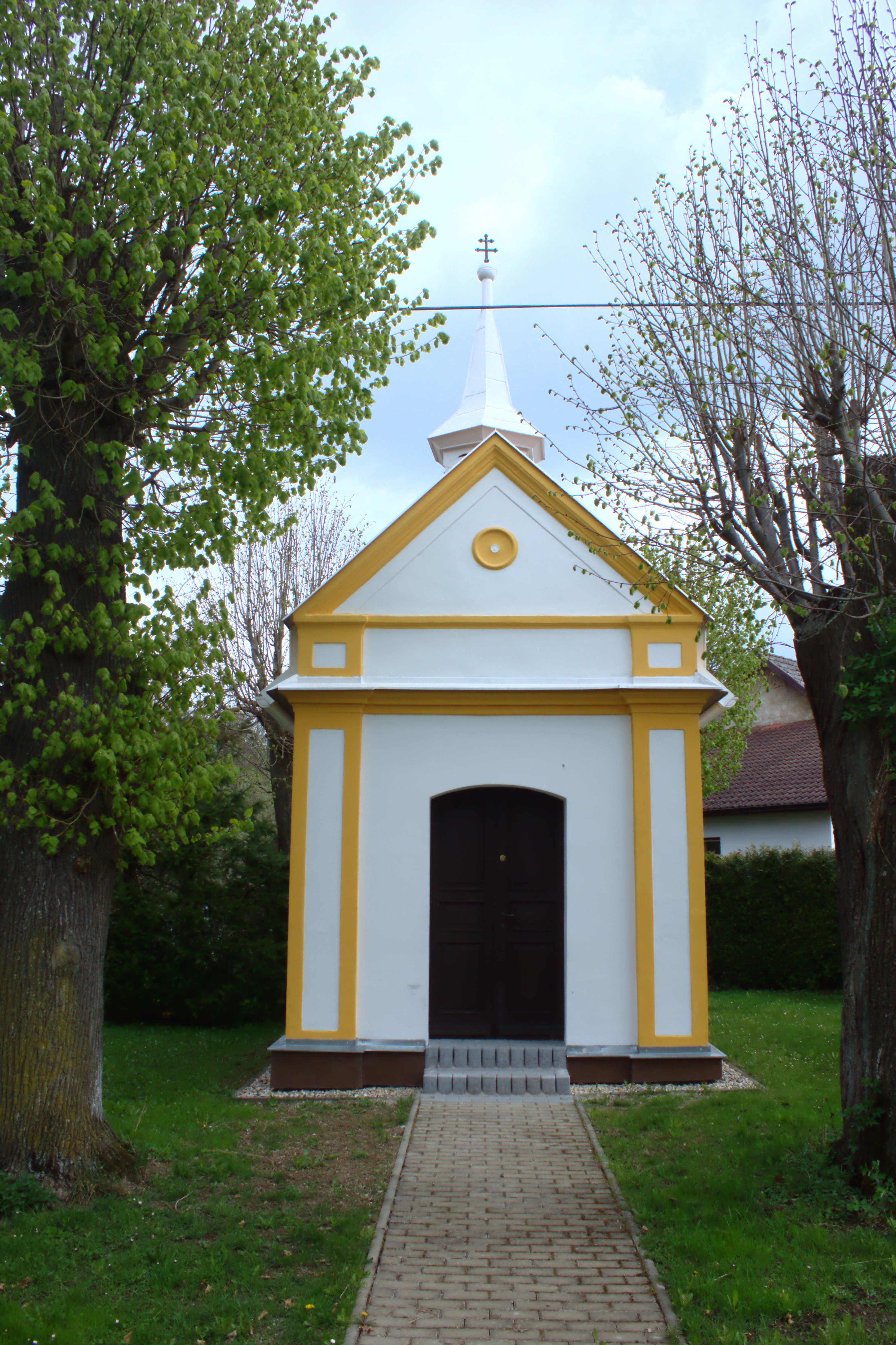
Kaple
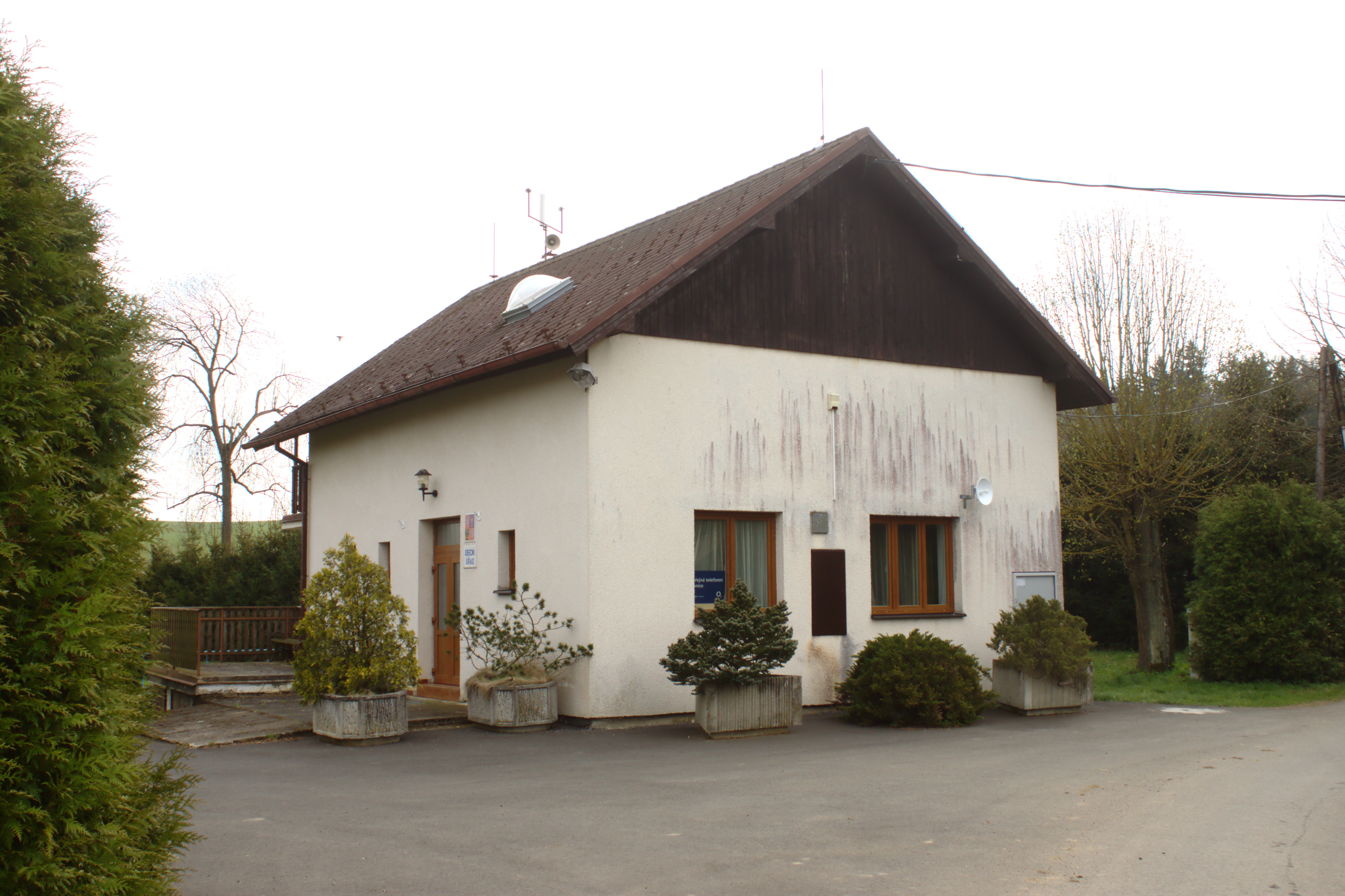
Obecní úřad